# Kampidanščina
Kampidanska sardinščina (sardinsko Sardu Campidanesu, italijansko Sardo Campidanese)  je ena od dveh standardnih pisnih sardinščin. Pogosto se obravnava kot najbolj konzervativen romanski jezik. Ortografija kampidanščine temelji na govornih narečjih centralne južne Sardinije in ima nekaj značilnosti, ki jih nima, ali pa jih ima v manjši meri, nobeno sardinsko narečje, povezano z logudorščino, drugo standardno pisno sardinščino.
Ime je dobila pokrajini Campidano (sardinsko Campidànu), približno 100 km dolgi rodovitni ravnini v jugozahodni Sardiniji med Cagliarijem in Oristanom. Kampidansko narečje se govori po celi provinci Cagliari in ne samo v provinci Medio Campidano, in v delu province Nuoro, predvsem okoli Oligastre. Na mejnih območjih se kampidanščina prekriva z logudorskim narečjem. 
Govorci logudorske sardinščine v centralnem do južnem delu Sardinije razumejo tudi kampidanščino,  prebivalci skrajno severnega dela  Sardinije pa ne. V tem delu otoka se govorijo korziško-sardinska narečja. Italijanski govorci kampidanščine ne razumejo, tako kot nobenega drugega sardinskega jezika. Sardinščina je samostojna jezikovna skupina in ne italijansko narečje, ker so med njima velike morfološke, sintaktične  in slovnične razlike.